# Wilhelm Neander
Gottlieb Wilhelm Neander (* 23. Dezember 1891jul. / 4. Januar 1892greg. in Belowesch, Gouvernement Tschernigow; † 23. Februar 1968 in Hamburg) war ein deutsch-baltischer Theologe und Kirchenhistoriker.

## Leben

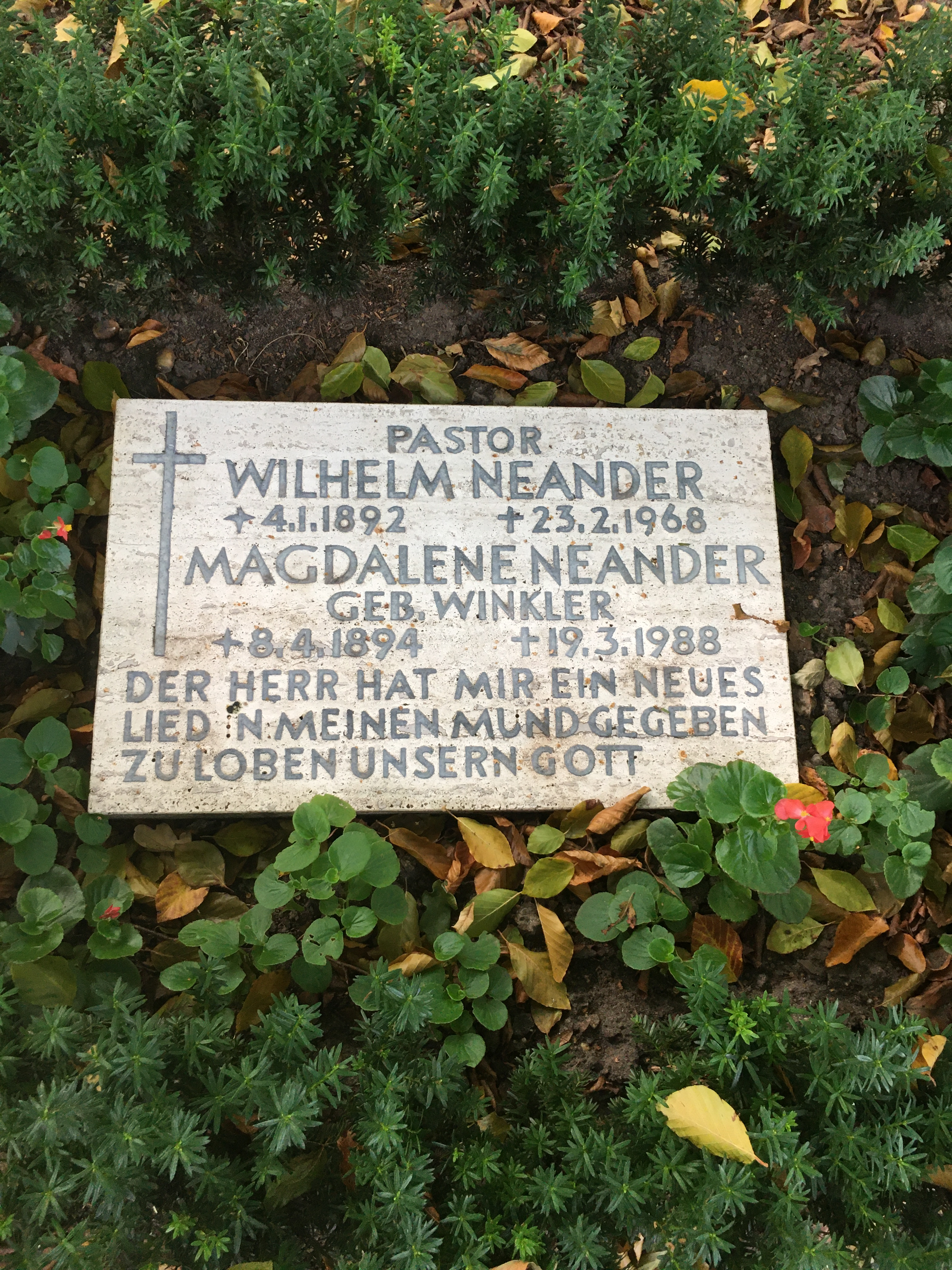
Grabstätte auf dem Friedhof Ohlsdorf

Neander war ein Sohn von Theodor Neander (1850–1907), dem evangelisch-lutherischen Pastor von Belowesch. 1902–1909 besuchte er die St. Annen-Schule in St. Petersburg. Nach dem Studium der evangelischen Theologie an der Kaiserlichen Universität Dorpat (1909–16) und mehreren Jahren als Hauslehrer in Estland wurde er am 19. Januar 1919 in Goldingen ordiniert und zum Vikar der Diözese Goldingen ernannt. Noch im gleichen Jahr wurde er Vikar und 1921 Pfarrer der deutschen Stadtgemeinde zu St. Trinitatis in Mitau; hier war er auch als Religionslehrer tätig. Nachdem die Deutschbalten 1939 in den Warthegau umgesiedelt wurden, wurde er 1940 Pfarrer in Stettin-Hökendorf, dann kommissarischer zweiter Pfarrer in Gnesen und ebenfalls noch 1940 zweiter Pfarrer ebenda. Nach Kriegsende in den Westen geflüchtet, wurde er 1945 mit der Versehung der Pfarrstelle in Altenbruch beauftragt. 1948 wurde er Pfarrer der zweiten Pfarrstelle dort. Am 1. Januar 1959 trat er in den Ruhestand.
Als Kirchenhistoriker befasste sich Neander besonders mit der deutsch-baltischen Kirchengeschichte.
Wilhelm Neander verstarb 76-jährig in Hamburg und wurde auf dem dortigen Friedhof Ohlsdorf beigesetzt. Die Grabstätte befindet sich im Grabfeld des Deutsch-Baltischen Friedhofsvereins im Planquadrat D 21. Dies liegt in unmittelbarer Nähe des Fußgängereingangs am Edwin-Scharff-Ring.

## Werke
- Hundert Jahre „Altona“ (Jelgavā 1937)
- Die deutschen ev.-luth. Gemeinden Lettlands im Jahre der Umsiedlung 1939 (Hamburg 1966)
- Lexikon deutschbaltischer Theologen seit 1920 (Hannover-Döhren 1967)